# Mancomunitat Intermunicipal de l'Alt Millars
La Mancomunitat Intermunicipal de l'Alt Millars és una mancomunitat de municipis de la comarca del mateix nom. Aglomera 5 municipis i 1.268 habitants, en una extensió de 188,40 km².
Les seues competències són:
- Agència de Desenvolupament Local
- Camins rurals
- Cartells indicatius
- Exposicions
- Formació
- Magatzem d'usos múltiples
- Neteja viària i recollida de fem
- Projectes particulars
- Serveis socials

Els pobles que formen la mancomunitat són:
- Cortes d'Arenós
- Aranyuel
- Lludient
- Montanejos
- Sucaina